# Wu Suxin
Wu Suxin (en chino tradicional, 吳素馨; en chino simplificado, 吴素馨; pinyin, Wú Sùxīn, fl. 1925–1931), también acreditada como White Rose Woo, fue una actriz china de la época de cine mudo. Formada en la Far East Film College, completó siete películas para la Tianyi Film Company entre 1925 y 1927 antes de pasar a la Huaju Film Company. Allí se convirtió en la estrella femenina principal de la compañía, apareciendo en todas sus películas – generalmente como heroína wuxia. Tras el cierre de Huaju, Wu trabajó brevemente con la Dahua Film Company antes de centrarse en el teatro.

## Biografía
Wu nació como Wu Baodiao (吴宝蝉; 吳寶蟬) en 1905 o 1906 en el condado de Xiangshan, Guangdong. Asistió a la Kai Xiu Senior Girls School en Shanghái y más tarde estudió interpretación en la Far East Film College.
Wu saltó a la fama en la industria cinematográfica de Shanghái a mediados de la década de 1920, cuando se unió a la Tianyi Film Company en 1925. Rodó nueve películas con la compañía, entre ellas Heroine Li Feifei (1925), en la que interpretó a una joven que casi se suicida después de que su compromiso se viera amenazado por un manipulador intrigante. Interpretó papeles secundarios en varias películas protagonizadas por Hu Die, entre ellas Repentance (1925) y The Traumatic Romance of Liang and Zhu (1926).
En 1927, Wu se unió al recién creado estudio Huaju, donde rodó unas 22 películas para la compañía; lo que representaba casi la totalidad de la producción del estudio. Wu adoptó el nombre en inglés de White Rose Woo, que el estudioso de cine Bao Weihong interpreta como un homenaje a la actriz Pearl White, reina de las series, cuya película The Perils of Pauline había alcanzado gran popularidad en China. Wu se ganó una reputación por sus escenas de acción, en las que a menudo se la representaba luchando contra hombres, y la mayoría de las películas que hizo para Huaju eran del género wuxia. A menudo aparecía junto al cofundador del estudio, Zhang Huimin, con quien mantenía una relación sentimental.
Wu debutó en Huaju en 1927 con White Lotus. Más tarde ese mismo año, interpretó a una joven que colabora con otra mujer para rescatar a su novio secuestrado por unos bandidos en Lustrous Pearls (1927). En varias de sus películas interpretó papeles en los que se disfrazaba de hombre, como en The Bandit of Shandong (1927) y The Wife of the Detective (1928); ambas películas incluían secuencias en las que una mujer intentaba seducir al personaje de Wu, que pasaba por un hombre. En The Valiant Girl White Rose (1929), Wu interpretó a una atleta adolescente que se disfraza de hombre para salvar a su padre; también fue asistente de dirección en la película. Otra película, Orphan in the Storm (1929), era un melodrama.
Huaju cerró en 1931 cuando el gobierno del Kuomintang prohibió las películas wuxia por difundir supersticiones. Wu se trasladó a la Dahua Film Company, donde apareció en la adaptación de la novela de Zhang Henshui Fate in Tears and Laughter, interpretando el doble papel de sirvienta y esposa abandonada. Esta película fue una de las dos adaptaciones de la novela realizadas ese año, ya que la Mingxing Film Company hizo su propia adaptación con Hu Die en los mismos papeles. Esto dio lugar a una batalla legal por los derechos de filmación, que terminó con Mingxing obteniendo el derecho a estrenar su versión.
Wu abandonó la industria cinematográfica de Shanghái en 1933. Pasó la década de 1930 en los escenarios, de gira por la República de China y más tarde por el sudeste asiático. No hay registros de sus actividades posteriores, aunque se informó de que apareció junto a Yang Naimei y Zhang Zhiyun en cameos en la comedia musical de Hong Kong Heavenly Beauty. La mayoría de las películas de Wu se han perdido. Orphan in the Storm se ha conservado en su totalidad. Por su parte, solo se conservan 27 minutos de The Valiant Girl White Rose.

## Trabajos citados
- «zh:走出了影界的女星» [Actresses Who Left the Film Industry]. Ling Long (en chinese) (Shanghai): 2561. 20 de diciembre de 1933.
- Bao, Weihong (2005). «From Pearl White to White Rose Woo: Tracing the Vernacular Body of Nüxia in Chinese Silent Cinema, 1927-1931». Camera Obscura 20 (3): 193-231. doi:10.1215/02705346-20-3_60-193.
- «Heroine Li Feifei (1925) and "Shuomingshu"». The Chinese Mirror: A Journal of Chinese Film History. Archivado desde el original el 2 de diciembre de 2013. Consultado el 13 de noviembre de 2024.
- Huang, Xuelei (2014). Shanghai Filmmaking: Crossing Borders, Connecting to the Globe, 1922–1938. Leiden: Brill. ISBN 978-90-04-27933-9.
- Rea, Christopher (2019). «Woman Warrior White Rose». Chinese Film Classics. Archivado desde el original el 14 de diciembre de 2024. Consultado el 14 de diciembre de 2024.
- Lee, Lily Xiao Hong (2015). «Hu Die».  En Lee, Lily Xiao Hong; Stefanowska, A.D., eds. Biographical Dictionary of Chinese Women: The Twentieth Century, 1912–2000. London and New York: Routledge. pp. 236-242. ISBN 978-0-7656-0043-1.
- «Wu Suxin, Zhang Huimin, and the Huaju Studio Silents». The Chinese Mirror: A Journal of Chinese Film History. Archivado desde el original el 29 de mayo de 2010. Consultado el 6 de enero de 2025.
- Zhang, Zhen (2005). An Amorous History of the Silver Screen: Shanghai Cinema, 1896–1937. Chicago: University of Chicago Press. ISBN 978-0-226-98238-0.